# Colorímetro

(1) Comprimento de onda (2) impressão (3) Fator de concentração (4) Modo UV (Lâmpada de deutério), (5) leitura (6) compartimento de amostras (7) Controle do Zero (100% T), (8) Sensibilidade (9)ON/OFF

Colorímetro é descrito geralmente como qualquer instrumento que caracteriza amostras coloridas para obter uma medida objetiva das características da cor. Na química, o colorímetro é um aparato que permite que a determinação da absorbância de uma solução em uma frequência particular de cores. Colorímetros tornam possíveis as verificações de concentração de um soluto conhecido, desde que esta seja proporcional à absorbância.

## Princípio colorimétrico
Diferentes substâncias químicas absorvem variadas frequências do espectro visível. Os colorímetros se baseam no princípio que a absorbância de uma substância é proporcional à sua concentração, por exemplo uma solução mais concentrada dará uma maior leitura de absorbância. Pode ser utilizado um filtro em um colorímetro para selecionar a cor da luz na qual o soluto tem absorbância máxima, de modo a maximizar a exatidão do experimento. Note que a cor da luz absorvida é a "oposta" da cor do espécime, então um filtro azul será apropriado para uma substância laranja. Sensores medem a quantidade de luz que passa pela solução, comparando com a quantidade que entra e um mostrador permite a leitura direta da absorbância ou de outra grandeza proporcional a esta.
Uma leitura quantitativa para a concentração de uma substância pode ser encontrada fazendo-se uma série de soluções de concentrações conhecidas do composto em estudo, obtendo um gráfico de absorbância x concentração, denominado curva de calibração. Pela leitura da absorbância de uma espécie na curva, um valor para sua concentração é encontrado.
Em outras aplicações, colorímetros são usados para caracterizar e corrigir resposta de cores em monitores de vídeo, ou por fotógrafos para calibrar as cores em uma impressora fotográfica.
Colorímetros também estão disponíveis para pessoas que sofrem de cegueira ou não conseguem enxergar uma certa cor específica, estes colorímetros anunciam o nome da cor baseados em medidas objetivas dos parâmetros das cores (ex: saturação, matiz, luminescência).
Contudo colorímetros são instrumentos muito básicos e simples tornando-se muitas vezes necessária a utilização de um espectrómetro para se obter valores mais precisos e exatos.